# Distretto di Pachacamac
Il distretto di Pachacámac (spagnolo: Distrito de Pachacámac) è un distretto del Perù che appartiene geograficamente e politicamente alla provincia e dipartimento di Lima.